# Transport

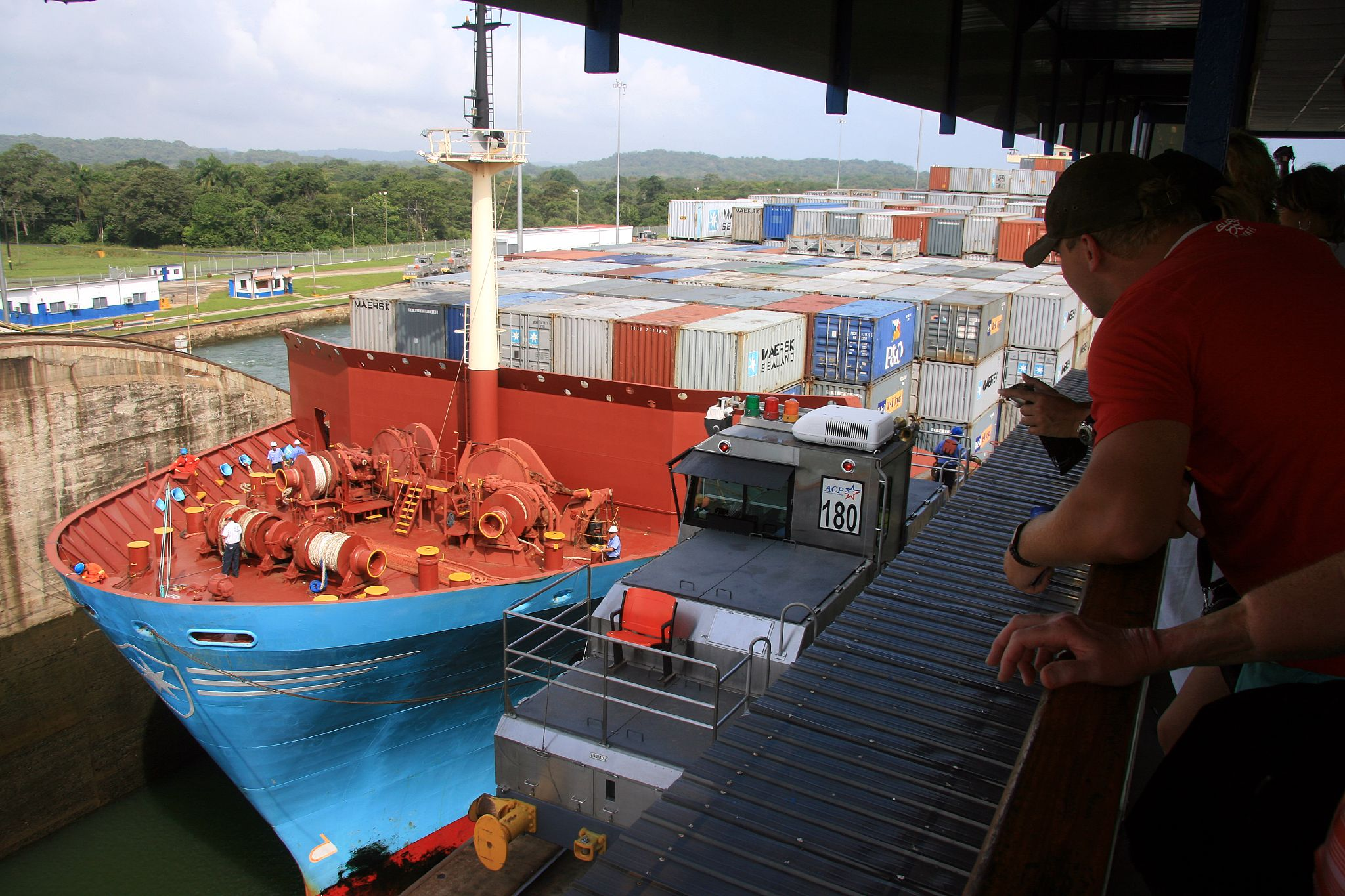
Ein Containerschiff im Panamakanal

Der Transport (oder das Transportieren; von lateinisch transportare, „hinüberbringen, hinübersetzen, hinübertragen“) ist in der Logistik und dem Verkehrswesen die auf einer Fortbewegung beruhende Ortsveränderung von Gütern, Personen, Tieren oder Nachrichten durch Transportmittel von einem Ort zu einem anderen Ort.

## Allgemeines
Ein Transport wird mithin notwendig, wenn Güter, Personen, Tiere oder Nachrichten nicht am Ausgangsort selbst gebraucht werden. Der Transport ist neben dem Lagern und dem Umschlagen einer der drei Hauptprozesse („TUL-Prozesse“) der Logistik. Der Transport wird auch als Überbrückung von Raum und Zeit bezeichnet, während das Lagern lediglich zum Überbrücken der Zeit dient. 
Vor dem Transport sind folgende Entscheidungen zu treffen: Transportweg, Transportmittel, Transportunternehmen und Transportkette. Gewerblich wird er durch Transportunternehmen oder Medien durchgeführt.
Der Teil der Logistik als wissenschaftlicher Disziplin, der sich mit dem Transport befasst, wird als Transportlogistik bezeichnet (siehe Distributionslogistik). Der Transport durch Verkehrsmittel ist auf die vorhandene Verkehrsinfrastruktur (Straßennetz, Schienennetz, Wasserwege oder Luftstraßen, Umschlagplätze usw.) angewiesen.

## Arten

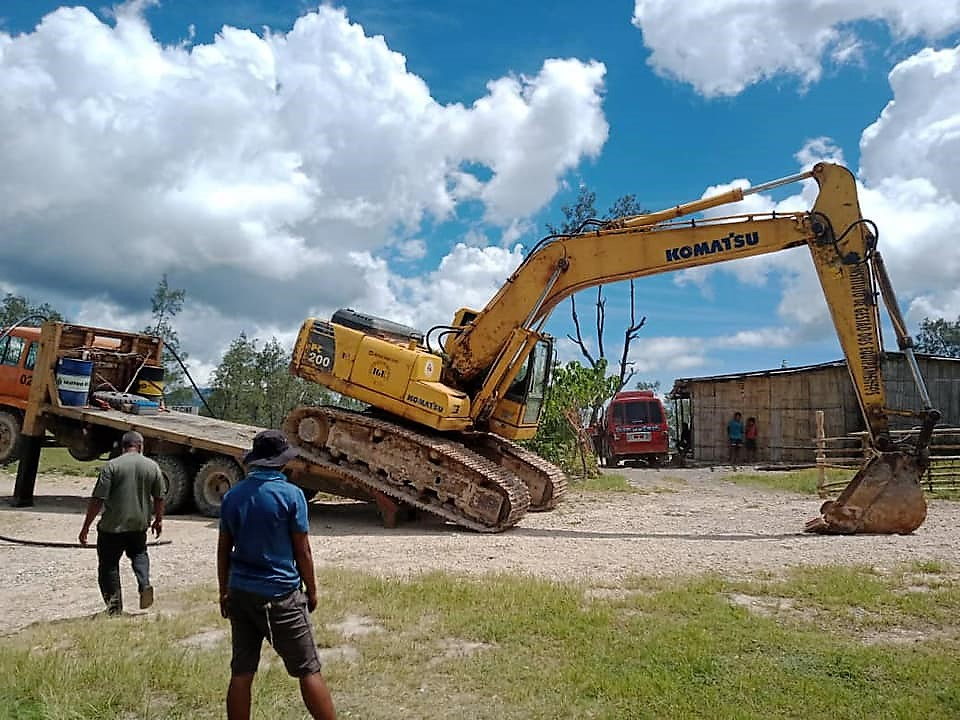
Gütertransport: Ein Bagger wird am Einsatzort vom Lastwagen abgeladen, mit dem er hierher transportiert wurde (Osttimor)

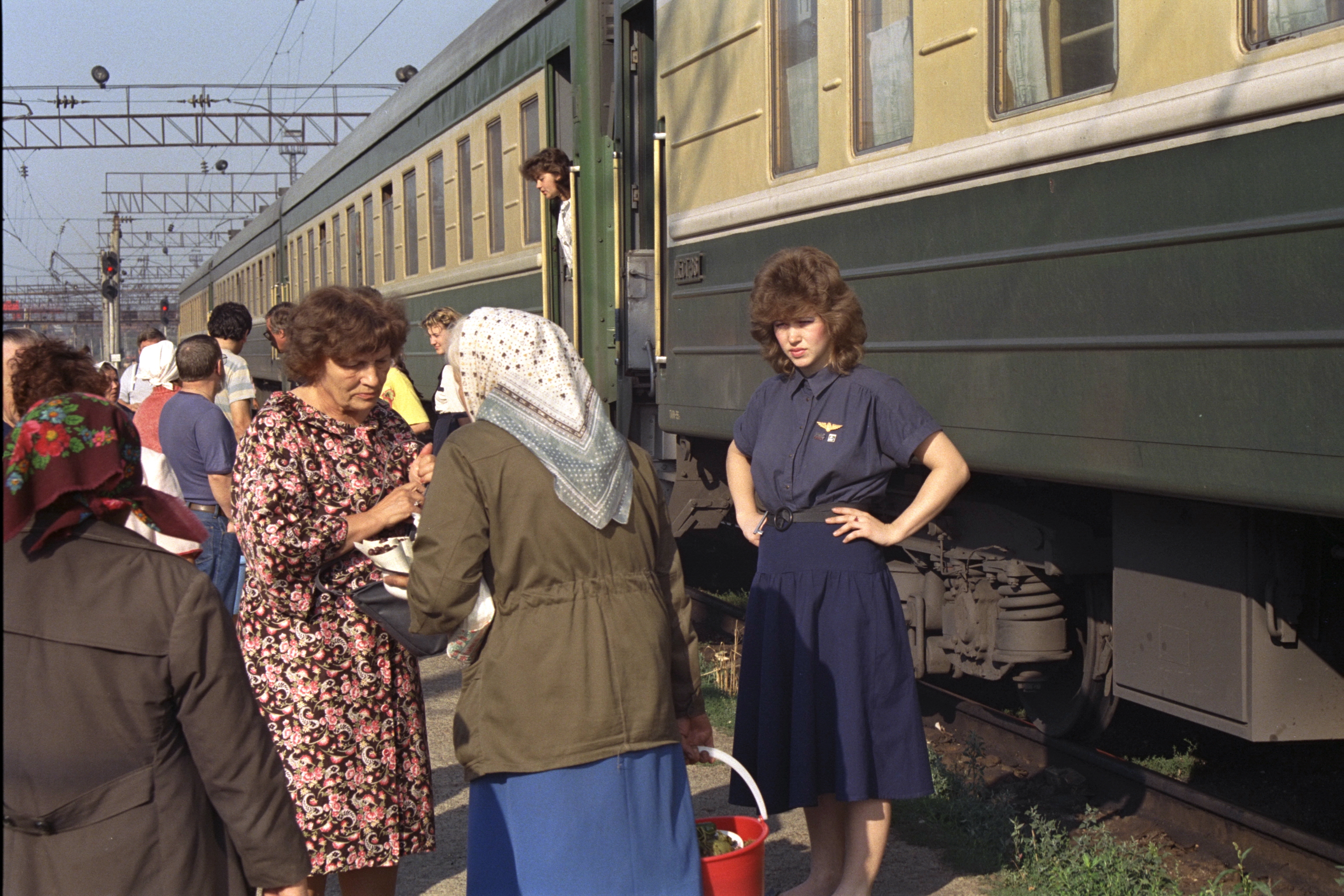
Personentransport: Fahrgäste der Transsibirischen Eisenbahn kaufen Gegenstände an einem Bahnhof (August 1989)

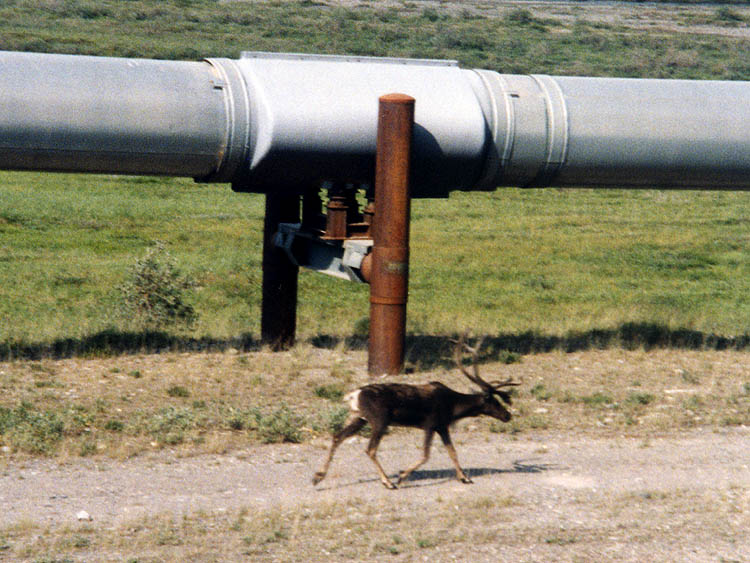
Rohrleitungstransport: Trans-Alaska-Pipeline für Erdöl

Allgemein wird zwischen gewerblichem und nicht gewerblichem Transport unterschieden. Während der gewerbliche Transport durch Transportunternehmen ausgeführt wird, findet der nicht gewerbliche Transport durch Privatpersonen im Rahmen des Individualverkehrs statt (beispielsweise Mitfahrgelegenheit bei Pendlern). Beim gewerblichen Transport gibt es den innerbetrieblichen und außenbetrieblichen Transport:
- Der außer- oder überbetriebliche Transport findet zwischen verschiedenen Unternehmen statt, häufig zwischen Lieferant und Abnehmer. Dabei überbrückt der Nahverkehr kurze Distanzen, im Fernverkehr sind weite Entfernungen zurückzulegen, wofür häufig der Schiffs- oder Lufttransport zum Einsatz kommt.
- Der innerbetriebliche Transport (Intralogistik) bewegt sich innerhalb eines Standortes (etwa Fabrik oder Betriebsstätte) oder auch als Werkverkehr zwischen mehreren Standorten und ist durch kurze Transportwege und Fahrzeiten gekennzeichnet. Er wird als Fördern bezeichnet; dazu zählen als spezifische Transportmittel Stetigförderer und Unstetigförderer.[5]

Für beide Transportarten gibt es einen Absender und einen Empfänger, zwischen denen der Transport stattfindet. Die Nachrichtenübertragung geschieht kabelgebunden über ein Kabelnetz oder nicht kabelgebunden über Funktechnik.
Um einen Transport durchführen zu können, sind Transportmittel oder Verkehrsmittel erforderlich. Die beim Transport verwendeten Transportmittel sind je nach Verkehrsträger unterschiedlich:
| Transportgut           | Verkehrsträger                                            | Transportmittel                                                                                               | Netzwerk |
| ---------------------- | --------------------------------------------------------- | --- | --- |
| Gütertransport         | Straßenverkehr Schienenverkehr Wasserverkehr Luftverkehr  | Lastkraftwagen, Personenkraftwagen Güterzug Frachtschiff Frachtflugzeug, Transportluftschiff                  | Transportkette, Lieferkette |
| Personentransport      | öffentlicher Personenverkehr Individualverkehr            | Omnibus, Straßenbahn, Taxi Personenzug Passagierschiff Passagierflugzeug Mitfahrgelegenheit mit Kraftfahrzeug | Transportkette |
| Tiertransport          | Tiertransport auf Straße, Schiene, Wasser und in der Luft | Tiertransportfahrzeug Tiertransportschiff                                                                     | Transportkette |
| Rohrleitungstransport  | Rohrleitungen                                             | Rohöl-, Gas-Pipelines                                                                                         | Central Europe Pipeline System |
| Nachrichtenübertragung | Rundfunksender, Telekommunikationsunternehmen             | Kabelleitungen Funkwellen                                                                                     | Funknetze (Mobilfunknetze, Infrastruktur-Netzwerke), Kabelnetze, Kabelfernsehnetze, Kommunikationsnetze (Breitbandnetze, Glasfasernetze, Telefonnetze), Stromnetze, Trinkwassernetze, Verbundnetze |

Auch das Pumpen von Gas oder Flüssigkeiten durch eine Pipeline ist wie die Fortbewegung eines Transport- oder Verkehrsmittels aus eigener Kraft ein Transport. Transportketten sind erforderlich, wenn im kombinierten Verkehr mindestens zwei unterschiedliche Transportmittel zum Einsatz kommen wie etwa beim Vorlauf ein Lastkraftwagen, der das Transportgut zum Güterbahnhof bringt, von wo aus es als Hauptlauf mit dem Güterzug befördert wird und danach als Nachlauf wieder mit dem Lastkraftwagen durch den Empfangsspediteur zum Empfänger transportiert wird.

## Wirtschaftliche Aspekte

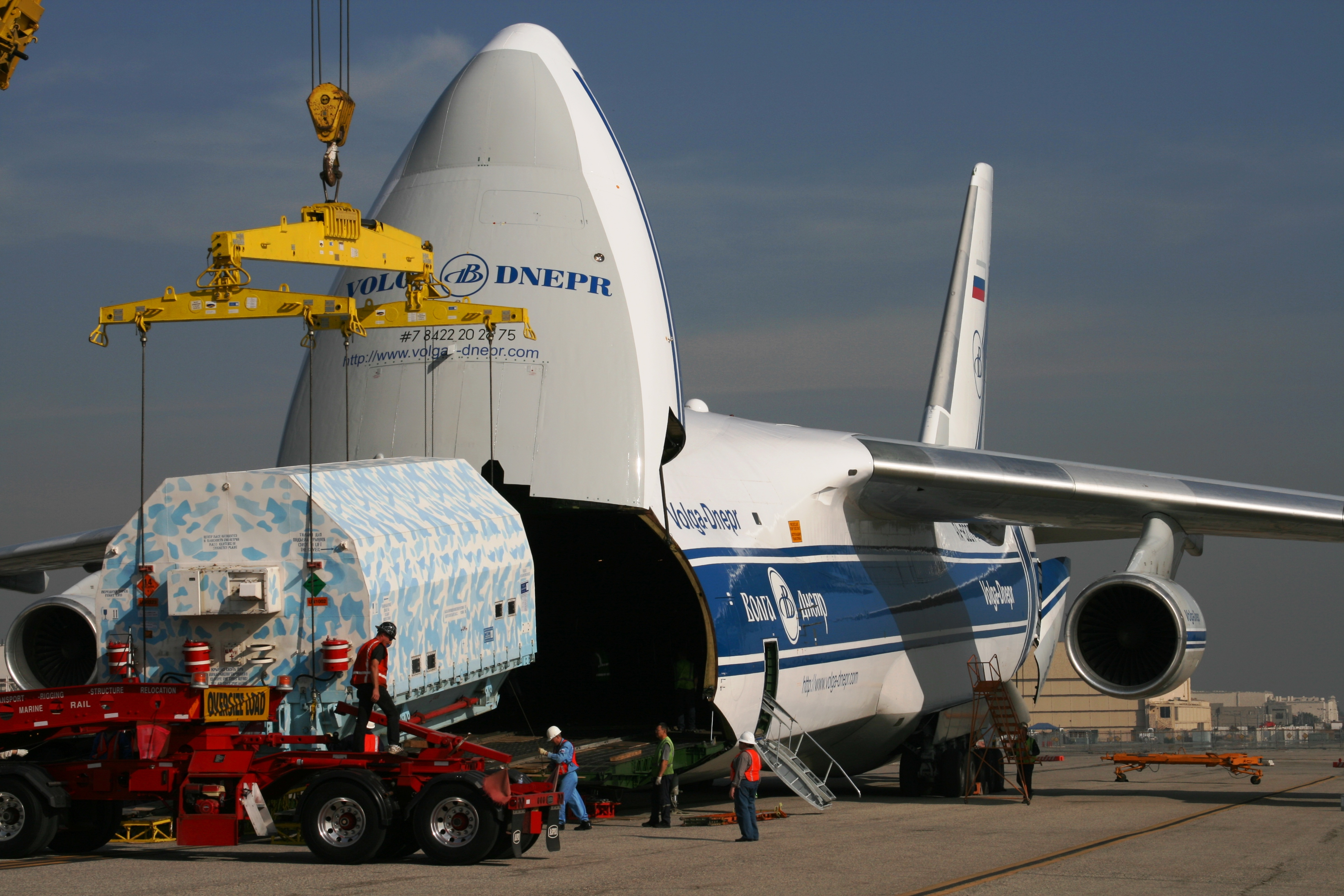
Lufttransport mit einer Antonow An-124

Die Rahmenbedingungen des Transports werden von Arbeitsumgebung, Automatisierungsgrad, Standortinfrastruktur, Transportrecht, Transportzeit oder Verkehrsinfrastruktur geschaffen. Die Wahl des Transportmittels hängt von dessen technischen Daten im Hinblick auf das zu befördernde Transportgut ab (Nutzlast, Ladevolumen, Transportkapazität, Fahrgeschwindigkeit). Transportart ist die Art und Weise, wie ein Transportgut vom Lieferanten zum Kunden transportiert wird, insbesondere in Form des Abholtransports, Sammelgutverkehrs oder des Milkrun-Konzepts.
Zwecks Minimierung der Transportkosten wird in der Logistik das Transportproblem aus dem Operations Research eingesetzt. Es geht davon aus, dass es eine Vielzahl von Lagerorten gibt, von denen auf vielen Transportwegen das Transportgut zu vielen Nachfragern transportiert werden soll, wobei Lagerorte und Orte der Nachfrager nicht direkt miteinander verbunden sind. Die Transportkosten verhalten sich auf jedem Transportweg proportional zu der darauf transportierten Gütermenge; ein Kapazitätsproblem der Transportmittel besteht nicht. Gesucht wird ein Transportplan, der unter diesen Annahmen angibt, wie viele Mengeneinheiten eines Transportgutes jeweils auf den verschiedenen Transportwegen transportiert werden sollen, um die Transportkosten zu minimieren.
Der Transport wird in der Verkehrsstatistik umfangreich erfasst. Als betriebswirtschaftliche und volkswirtschaftliche Kennzahlen gibt es hierfür beim Personentransport das Passagieraufkommen (Anzahl beförderte Personen) und im Gütertransport den Güterumschlag (Gewicht beförderter Güter). Die Verkehrsleistung berücksichtigt zusätzlich noch die zurückgelegte Wegstrecke des Transportweges in Personenkilometern (Pkm) oder Tonnenkilometern (tkm).
Die internationale Verkehrsleistung in ausgesuchten Ländern zeigt folgendes Bild:
| Land                    | Schienenpersonenverkehr 2017 (in Mrd. Pkm) | Schienengüterverkehr 2017 (in Mrd. tkm) | Öffentlicher Straßenpersonenverkehr 2017 (in Mrd. Pkm) | Binnenschifffahrt Güterverkehr 2017 (in Mrd. tkm) | Straßengüterverkehr 2017 (in Mrd. tkm) | Rohrfernleitungen 2017 (in Mrd. tkm) |
| ----------------------- | ------------------------------------------ | --------------------------------------- | ------------------------------------------------------ | ------------------------------------------------- | -------------------------------------- | ------------------------------------ |
| Europäische Union 27/28 | 469,5                                      | 437,9                                   | 617,7                                                  | 147,3                                             | 1920,9                                 | 114,0                                |
| Deutschland             | 95,9                                       | 129,4                                   | 79,7                                                   | 55,5                                              | 313,1                                  | 18,2                                 |
| Frankreich              | 100,1                                      | 33,4                                    | 73,9                                                   | 7,5                                               | 167,7                                  | 11,2                                 |
| Italien                 | 53,2                                       | 22,3                                    | 109,9                                                  | 0,1                                               | 119,7                                  | 10,3                                 |
| Österreich              | 12,7                                       | 22,3                                    | 8,1                                                    | 2,0                                               | 26,0                                   | 8,4                                  |
| Spanien                 | 27,5                                       | 10,7                                    | 38,2                                                   | 0                                                 | 231,1                                  | 9,7                                  |
| Vereinigtes Königreich  | 61,9                                       | 17,2                                    | 53,9                                                   | 0,1                                               | 153,9                                  | 10,0                                 |

Die Tabelle zeigt unter anderem die Bedeutung jeder Verkehrsart in einem Staat. So spielt in Spanien der Güterverkehr mit Binnenschiffen keine Rolle, anstatt dessen nimmt der Straßengüterverkehr eine führende Position ein. Gemessen wird auch die Durchleitung von Rohöl durch Pipelines.
Der Transport löst Transportkosten oder Versandkosten aus, deren Bezahlung durch die Frankatur oder durch die Incoterms (international) geregelt wird, sofern im Frachtvertrag nichts anderes vereinbart ist. Das Transportrisiko ist jedes Ereignis, das den Transport beeinträchtigen oder verhindern kann und zu einem Schaden führt. Es kann durch eine Transportversicherung abgedeckt werden.